# AB Ytterstfors-Munksund
AB Ytterstfors-Munksund var ett företag bildat i oktober 1916 genom en sammanslagning av Ytterstfors Trävaru AB och Munksunds Sågverks AB.
Aktiekapitalet uppgick till 32,5 miljoner (motsvarande cirka 1,5 miljarder kr 2023). I verksamheten ingick:
- Ytterstfors; elektrisk såg, hyvleri, Ytterstfors träsliperi och torkeri
- Furuögrund; såg, gjuteri, mekanisk verkstad, tullstation och hamn
- Munksund; såg, gjuteri
- Skuthamn; såg, hamn,
- Storfors; såg, gjuteri
- Bergsvik; såg, hamn
- Brännfors; såg

År 1917 fusionerades även AB Storfors och 1918 även Baltiska Trävaru AB. Enligt uppgifter från 1922 uppgick den årliga produktionen till: "40 000 stds sågade trävaror, 10 000 ton torr mekanisk massa och 10 000 ton våt mekanisk massa". Antalet anställda uppgick samtidigt till cirka 1 000 personer.
Ett nytt bolag – AB Båtvik – bildades för att samordna sjöfartsverksamheten. Konkurrensen och konjunktur gjorde att AB Ytterstfors-Munksund AB gick i konkurs 1925. Året därpå bildades Munksund AB, som övertog AB Båtvik. Konkursen diskuterades i riksdagen 1927, då uppgavs att produktionen vid tiden för konkursen uppgick till "45,000 standards sågade trävaror per år. Härför sysselsattes ungefär 1,200 fasta arbetare, vartill får läggas stuveriarbetare, varför den totala vid industrien anställda arbetarestammen vid denna tid var cirka 1,380 man med 5,500 försörjningspliktiga. I dessa siffor är givetvis ej medräknat det antal arbetare utom kommunen, som dock äro i väsentlig mån beroende av trävaruindustriens fortvaro vid kusten".
Nästan all verksamhet flyttades efter konkursen till Piteå och det blev föregångaren till SCA i Munksund.